# La Morera
La Morera es un municipio español perteneciente a la provincia de Badajoz, en la comunidad autónoma de Extremadura.

## Situación
Está situado en las inmediaciones de La Parra. Pertenece a la comarca de Zafra-Río Bodión y al partido judicial de Zafra.

## Historia
A la caída del Antiguo Régimen la localidad se constituye en municipio constitucional en la región de Extremadura. Desde 1834 quedó integrado en el partido judicial de Zafra. En el censo de 1842 contaba con 110 hogares y 456 vecinos.

## Demografía
La Morera cuenta con una población de 704 habitantes (INE 2024).
| Gráfica de evolución demográfica de La Morera entre 1842 y 2021                                                       |
| |
| Población de derecho según los censos de población del INE. Población de hecho según los censos de población del INE. |

## Patrimonio
Destaca la iglesia parroquial católica bajo la advocación de San Lorenzo, en la archidiócesis de Mérida-Badajoz.